# Erich Münch (General)
Erich Münch (* 4. April 1897 in Bern; † 21. September 1983 ebenda) war Oberstbrigadier und Chef der Schweizer Luftschutztruppen.

## Leben
Erich Münch wurde als Sohn des Architekten Max Münch (* 16. Juli 1859 in Zofingen; † 27. Januar 1940 in Hannover) und von dessen Ehefrau Gertrud Ethel (5. September 1867 in Husbands Bosworth, Leicestershire, England; † 1945 in Bern), Tochter des Geistlichen George William Phipps (1820–1901), geboren.
Er besuchte das Gymnasium in Bern und studierte Architektur und Ingenieurwesen an der Technischen Hochschule München sowie in Bern. Nach Beendigung des Studiums war er im väterlichen Architekturbüro in Bern tätig.
Am 31. Dezember 1918 erfolgte seine Beförderung zum Leutnant bei der Gebirgs-Telegraphen-Kompanie 2, dort erfolgte auch seine Beförderung zum Oberleutnant am 31. Dezember 1922; in dieser Zeit wurde er am 1. August 1922 zum Instruktionsoffizier bei den Genietruppen ernannt. Mit seiner Beförderung zum Hauptmann am 31. Dezember 1926 wurde er Kommandant der Gebirgs-Telegraphen-Kompanie 12, darauf erfolgte am 6. März 1930 seine Versetzung als Kommandant in die Telegraphen-Kompanie 1.
Am 15. Mai 1931 wurde er Generalstabsoffizier im Stab der 3. Division, 1932 zum Stab der Infanterie-Brigade 8 versetzt, dort am 31. Dezember 1932 zum Major befördert und 1933 in den Stab des 2. Armeekorps sowie 1934 in den Stab der 2. Division versetzt, dort erfolgte am 31. Dezember 1937 seine Beförderung zum Oberstleutnant. 1938 kehrte er in den Stab der 3. Division zurück und wurde 1939 in den Armeestab versetzt, der den Chef der Armee in der Führung der Gruppe Verteidigung unterstützt. Am 1. August 1939 wurde er zum Sektionschef II und am 1. Januar zum Sektionschef I der Generalstabsabteilung gewählt; seine Beförderung zum Oberst erfolgte am 31. Dezember 1940. Am 31. Dezember 1945 wurde er Kommandant des Gebirgs-Infanterie-Regiments 36.
Am 1. Januar 1947 erfolgte seine Ernennung als Brigadier zum Chef der Abteilung für Luftschutz im Eidgenössischen Militärdepartement, die Beförderung zum Oberstbrigadier erfolgte am 1. Januar 1950. Er war massgeblich an der Schaffung der Luftschutztruppen 1951 beteiligt, die mit 35'000 Mann als Bindeglied zum Zivilschutz dienten. Er entwickelte aus den Erfahrungen des Zweiten Weltkrieges eine Konzeption, die nicht nur personelle, technische und finanzielle Anforderungen ausführlich behandelte, sondern auch Massnahmen zur Aufklärung der Bevölkerung über drohende Gefahren und wirksame Schutzmassnahmen, besonders baulicher Art, in der zeitlichen Reihenfolge vorstellte.
Als er zum 1. Januar 1962 in den Ruhestand ging, bestanden die Luftschutztruppen aus 28 Luftschutzbataillonen und 13 selbständigen Kompanien.
Als Beauftragter des Bundesrates hatte er die Oberleitung der Aktion für amerikanische Armee-Urlauber in der Schweiz. Zwischen 1945 und 1949 kamen 700'000 amerikanische Soldaten in die Schweiz, denen nach dem Krieg ein Urlaub in Europa zustand. Angeregt worden war die Aktion vom Schweizerischen Hotelierverein, logistisch unterstützt vom Eidgenössischen Amt für Verkehr.
Erich Münch war seit 1926 mit Hélène Alice, Tochter des Arztes Frédéric Emile Charles König, verheiratet.

## Schriften
- Aktuelle Fragen der Luftschutztruppen. Referat von Oberstbrigadier Münch. In: Protar. 26. Jg., Nr. 9/10, September/Oktober 1960, S. 1 f.